# Балка Козина (притока Арбузинки)
Балка Козина — балка (річка) в Україні у Арбузинському районі Миколаївської області. Ліва притока річки Арбузинки (басейн Південного Бугу).

## Опис
Довжина балки приблизно 8,03 км, найкоротша відстань між витоком і гирлом — 8,07  км, коефіцієнт звивистості річки — 1,08 . Формується декількома струмками та загатами.

## Розташування
Бере початок на південно-західній стороні від села Обухівка. Тече переважно на південний захід через урочище Трудофадіївку і на північно-східній околиці селища Арбузинки впадає у річку Арбузинку, праву притоку річки Мертововоду.